# Katzendreckgestank-Affäre
Als Katzendreckgestank-Affäre wird ein Grenzkonflikt bezeichnet, der ab Mitte der 1970er Jahre in den nordöstlichen Regionen Bayerns durch Geruchsbelästigungen ausgelöst wurde, die von Industrieanlagen in der Tschechoslowakei und der DDR westwärts in das Zonenrandgebiet der Bundesrepublik Deutschland herüberwehten. Der unangenehme Geruch, der in der öffentlichen Auseinandersetzung als „Katzendreckgestank“ bezeichnet wurde, führte auch zu gesundheitlichen Beeinträchtigungen bei vielen Bewohnern im Dreiländereck, wobei anfangs nur von Seiten der Bundesrepublik kritisch über das Umweltproblem berichtet wurde.
Die Katzendreckgestank-Affäre wuchs sich in den 1980er Jahren zu einem „Konflikt von landesweiter, nationaler, interregionaler und sogar trans- und internationaler Dimension“ aus. Erst ab der zweiten Hälfte der 1980er Jahre wurden Maßnahmen zur Desodorierung ergriffen, die langfristig zu einer Verbesserung der Luftqualität führten. Dennoch treten gelegentliche Geruchsbelästigungen aus dem nordböhmischen Industrierevier im Erzgebirge auch noch im zweiten Jahrzehnt des 21. Jahrhunderts auf.

## Begriff
Eine frühe Erwähnung des Begriffs „Katzendreck“ erfolgte in der Fernsehsendung Jetzt red i vom 27. Juli 1977, in der ein Umweltaktivist den Satz „Bei uns stinkt’s und uns stinkt es! […] Und zwar ganz ordinär nach Katzendreck“ äußerte. Die Stichworte „Katzendreck“ oder „Katzendreckgestank“ wurden bald zur gängigen Bezeichnung sowohl in Medien als auch bei den damit befassten Behörden und Ämtern.

## Geruchsbelästigungen und gesundheitliche Folgen
Erste Meldungen über die Geruchsbelästigungen sind vom Oktober 1976 aus Oberfranken, der Oberpfalz, dem Sechsämterland und dem Fichtelgebirge überliefert, deren Intensität im Laufe des Jahres 1977 zunahm. In den folgenden Jahren waren besonders die Städte und Gemeinden Arzberg, Hof, Hohenberg an der Eger, Kirchenlamitz, Marktredwitz, Schirnding, Schönwald, Schwarzenbach an der Saale, Tirschenreuth, Töpen, Waldsassen und Wunsiedel betroffen. Räumlich erstreckten sich die Beschwerden in Bayern über ein Gebiet von etwa 100 mal 30 Kilometern, in dem rund 100.000 Menschen lebten.
Die Beschwerden häuften sich besonders bei einer Wetterlage mit Wind aus östlicher Richtung, was darauf hindeutete, dass die Geruchsbelästigung aus der DDR oder der Tschechoslowakei stammte. Die bundesdeutschen Behörden fanden zudem heraus, dass sich die Bevölkerung in der DDR und ebenso in der Tschechoslowakei über die Geruchsbelästigungen beklagte, zumal bei den vorherrschenden Westwinden die Emissionen häufiger in östlich gelegene Gebiete bis nach Polen geweht wurden. In der DDR waren im Erzgebirge etwa 900.000 Menschen von massiven Geruchsbelästigungen betroffen, die auf einer Fläche von etwa 4000 km² lebten.
Zwischen 1978 und 1979 wurden systematische Messungen und Erhebungen in der Bundesrepublik durchgeführt. Diese Messungen ergaben eine deutlich erhöhte Luftbelastung mit Schwefeldioxid. Aber nicht nur die Schwefeldioxid-Emissionen, sondern besonders die Verbindungsklasse der Mercaptane stand unter Verdacht, die Übelgerüche auszulösen.
Die verursachenden Betriebe des Gestanks auf dem Gebiet der Tschechoslowakei konnten nicht eindeutig identifiziert werden. Vermutet wurden ein Braunkohlekraftwerk in Tisová, das Hydrierwerk in Sokolov, in dem durch Verkokungsprozesse besonders viel Mercaptane freigesetzt wurden, oder die Chemiewerke von Vřesová – alle etwa 40 km von der Grenze der Tschechoslowakei und der Bundesrepublik Deutschland gelegen.

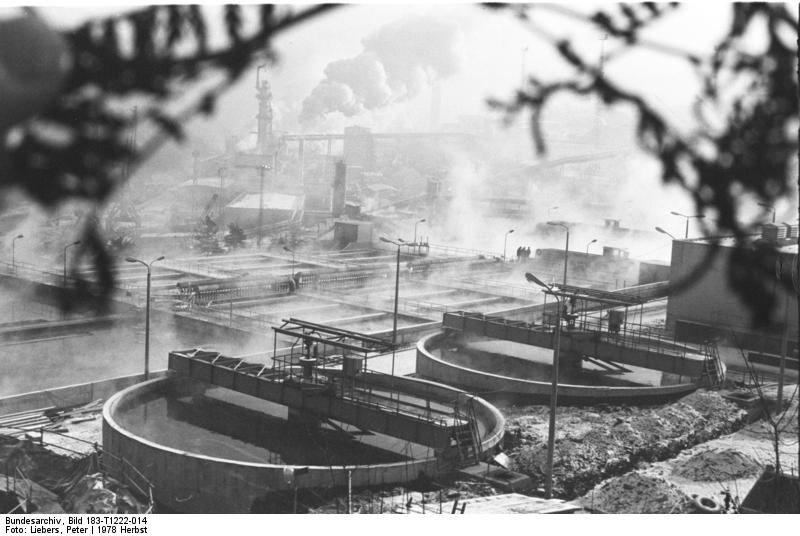
Zellstoff- und Papierfabrik Rosenthal, 1978

Auf dem Gebiet der DDR konnte der Volkseigene Betrieb Zellstoff- und Papierfabrik Rosenthal in Blankenstein an der Saale, der sich in Sichtweite der innerdeutschen Grenze befand, als Verursacher erheblicher Emissionen ausgemacht werden. Im Herbst 1979 wurden im nahegelegenen bayerischen Lichtenberg Verätzungen an Pferdenüstern festgestellt, die von der hohen Belastung mit Schwefeldioxid herrührten. Außerdem emittierte die Fabrik große Mengen an Staub.
Die betroffenen Bewohner in Nordbayern gaben gesundheitliche Beeinträchtigungen an, wobei die Symptome von Schlaflosigkeit, Luftmangel und Herzklopfen bis hin zu Entzündungen der Atemwege reichten. Weitere Beschwerden umfassten vegetative Störungen wie Abgeschlagenheit, missmutig-depressive Verstimmungen und ein Gefühl der Verzweiflung. In einigen Fällen kam es sogar zu erheblichen physiologischen Reaktionen wie Erbrechen und Atembeschwerden. Über die Belastungen in der Tschechoslowakei erhielt der Bundesnachrichtendienst 1983 Informationen, wonach dort eine dramatische Umweltsituation mit einer verheerenden Schwefeldioxidbilanz bestehe, die zu einer verringerten Lebenserwartung, einer erhöhten Häufigkeit von Hautkrebs und Atemwegserkrankungen führte.
Außerdem wurden durch die Schadstoffemissionen die regionalen Wälder erheblich geschädigt, was seit 1981 mit dem Begriff Waldsterben bezeichnet wurde.

## Diplomatischer Konflikt
Die Katzendreckgestank-Affäre entwickelte sich seit Ende der 1970er Jahre zu einem langjährigen diplomatischen Konflikt. Im März 1978 hatte das Auswärtige Amt die „geruchsintensiven Emissionen“ sowohl über die Botschaft in Prag als auch bei einem Treffen von Bundesaußenminister Hans-Dietrich Genscher mit dem Generalsekretär der Kommunistischen Partei der Tschechoslowakei Gustáv Husák erstmals zur Sprache gebracht. Allerdings bestritt die tschechoslowakische Seite lange, die Emissionen hätten dort ihren Ursprung. Wichtige bundesdeutsche Akteure in der sich über Jahre hinziehenden Auseinandersetzung und Verhandlungen waren außerdem die Bundeskanzler Helmut Schmidt und Helmut Kohl sowie der bayerische Ministerpräsident Franz Josef Strauß.
In den 1980er Jahren, einer Zeit, in der das Waldsterben, Smog und saurer Regen verstärkt als gravierende Umweltprobleme wahrgenommen wurden, rückte die Katzendreckgestank-Affäre verstärkt in den Blickpunkt der politischen Diskussion. Im März 1982 wurde das Problem auf Bundesebene prominent durch eine Kleine Anfrage einer Gruppe von 32 Bundestagsabgeordneten der Fraktion von CDU und CSU thematisiert. Zu dieser Zeit steckten nationale und internationale Umweltschutzauflagen zur Luftreinhaltung auf allen beteiligten Seiten noch in den Anfängen und konnten nur unzureichend durchgesetzt werden.
Der fortwährende Druck von Umweltorganisationen in Verbindung mit der Einrichtung gemeinsamer Grenzbeauftragter führte in den 1980er Jahren zu konkreten Maßnahmen zur Verbesserung der Luftqualität. 1987 wurde ein Abkommen zwischen der Bundesrepublik Deutschland und der Tschechoslowakei geschlossen. Die Papierfabrik Blankenstein wurde ab 1980 in mehreren Schritten modernisiert, sodass laut bayerischer Landesregierung die Schwefeldioxid-Emissionen seit 1984 spürbar zurückgegangen sind. In den 1990er Jahren wurde das Werk umfassend saniert und produziert bis heute Zellstoff – weitgehend ohne Geruchsemissionen. Bis 2019 wurde immer noch über Geruchsbelastungen im Erzgebirge berichtet, die vermutlich aus dem nordböhmischen Industrierevier herüberwehten.

## Forschungsstand
Die Katzendreckgestank-Affäre gilt als ein Beispiel für olfaktorische Phänomene der Vergangenheit und der Sinnesgeschichte. Während aus der Antike bis in das 19. Jahrhundert zahlreiche solcher Geruchskonflikte überliefert und sie dort ein „integraler Bestandteil der Stadt-, Medizin- und Kulturgeschichte“ sind, spielen sie in den Forschungen zur Zeitgeschichte bislang keine große Rolle. Im Gegensatz zu den verschiedenen Übelgerüchen im Zusammenhang der Industrialisierung im 19. Jahrhundert gilt das 20. Jahrhundert gemeinhin „als weitgehend geruchsneutral, ja sogar als das Säkulum einer wohlriechenden ‚Reodorierung‘“. Die durch Industrie-Emissionen verursachte Katzendreckgestank-Affäre ist insofern ein Gegenbeispiel. Geruchskonflikte zeigten auch noch in der zweiten Hälfte des 20. Jahrhunderts weitreichende Folgen.
Bodo Mrozek und die Historikerin Doubravka Olšáková vom Institut für Zeitgeschichte an der Akademie der Wissenschaften der Tschechischen Republik haben 2023 einen einschlägigen Aufsatz veröffentlicht. Auch in der Monographie Zonenrandgebiet widmet sich Astrid M. Eckert im Kapitel „Es liegt was in der Luft“ ausführlich dem Grenzkonflikt zum „Katzendreckgestank“.

## Podcast
- Tim Schleinitz: Geruch als Politikum: Die „Katzendreckgestanksaffäre“ im Kalten Krieg. Online unter: Deutschlandfunk Kultur, 13. September 2023, abgerufen 15. September 2024.